# Jason Geria
Jason Geria (født 10. maj 1993) er en australsk fodboldspiller. Han har tidligere spillet for Australiens landshold.

## Australiens fodboldlandshold
| Australiens landshold | Australiens landshold | Australiens landshold |
| År                    | Kmp                   | Mål                   |
| --------------------- | --------------------- | --------------------- |
| 2016                  | 1                     | 0                     |
| Total                 | 1                     | 0                     |